# Światłowód

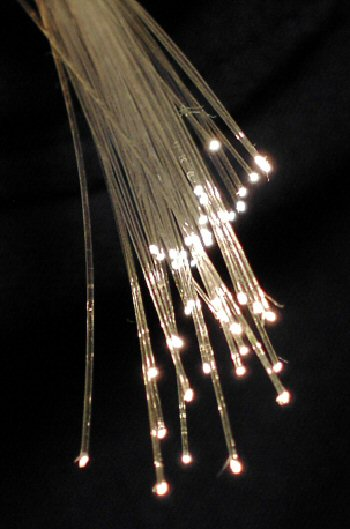
Światłowody

Struktura światłowodu jednomodowego:
1. rdzeń: 8 μm
2. płaszcz: 125 μm
3. pokrycia wewnętrzne: 250 μm
4. pokrycie zewnętrzne: 400 µm

Światłowód – przezroczysta zamknięta struktura z włókna szklanego wykorzystywana do propagacji światła jako nośnika informacji. Światłowody są także używane w celach medycznych, na przykład w technice endoskopowej, dekoracyjnych, w telekomunikacji, telewizji kablowej, technice laserowej, optoelektronice i jako składniki zintegrowanych układów optycznych. Medium transmisyjnym jest włókno światłowodowe o średnicy nieco większej od średnicy ludzkiego włosa. Jego zalety to zasięg i pasmo transmisji większe niż dla innych mediów transmisji.
W 1977 roku został stworzony pierwszy na świecie światłowód telekomunikacyjny, długości 9 km, łączący dwie centrale telefoniczne w Turynie we Włoszech. W Polsce pierwszy kabel światłowodowy został zaprojektowany i stworzony w 1978 przez pracowników naukowych Uniwersytetu Marii Skłodowskiej-Curie w Lublinie.
W styczniu 2017 największa polska sieć światłowodowa należała do Orange Polska, a jej łączna długość wynosiła ponad 100 tys. km. Najdłuższy światłowód na świecie to SEA-ME-WE 3, o długości 39 000 km, łączący zachodnią Europę, przez Bliski Wschód, z południowo-wschodnią Azją oraz Australią.

## Zasada działania

Odbicia wiązki światła w światłowodzie

Do transmisji danych, zamiast prądu elektrycznego, wykorzystywana jest modulowana fala świetlna, której źródłem może być laser półprzewodnikowy lub dioda elektroluminescencyjna (LED). Dzięki temu możliwa jest transmisja danych do 3 Tb/s, a przepływ danych jest zabezpieczony przed niepożądanym dostępem. Światłowody, które jako medium transmisyjne wykorzystują powietrze, osiągają transfer danych rzędu 74 Tb/s.
Światłowody nie emitują zewnętrznego pola elektromagnetycznego, w związku z czym podsłuchanie transmisji jest kosztowne. Cechuje je duża odporność na zewnętrzne zakłócenia elektromagnetyczne, stopa błędów mniejsza niż 10−10 przy najwyższych przepustowościach, mała tłumienność jednostkowa (około 0,20 dB/km dla fali o długości 1,5 μm).
Aby wyeliminować lub ograniczyć wypromieniowanie światła przez boczne powierzchnie światłowodu, stosuje się odpowiednie zmiany współczynnika załamania światła. Promienie światła biegną prostoliniowo (światłowód skokowy) lub krzywoliniowo (światłowód gradientowy), odbijając się od ścianek światłowodu w wyniku ciągłego zmniejszania się współczynnika załamania. W najprostszym przypadku są to zmiany skokowe – wewnątrz światłowodu współczynnik załamania ma wartość większą, niż na zewnątrz; utrzymanie promieni światła w obrębie takiego światłowodu zachodzi na skutek całkowitego wewnętrznego odbicia. W przypadku, gdy współczynnik załamania stopniowo zmienia się w przekroju poprzecznym światłowodu, mówimy o światłowodach gradientowych.
Takie wyobrażenie działania światłowodu jest jednak uproszczone – tym bardziej, im mniejsze rozmiary poprzeczne ma rozważany światłowód. Zamiast promieni światła (będących podstawą przybliżonej optyki geometrycznej) należy rozważać światło jako falę. Przybliżenie optyki geometrycznej jest sensowne jedynie dla światłowodów o dużych rozmiarach poprzecznych, traci natomiast sens, gdy rozmiar poprzeczny światłowodu staje się porównywalny z długością fali światła. Zjawiska falowe są istotne zwłaszcza w światłowodach jednomodowych.

## Klasyfikacja

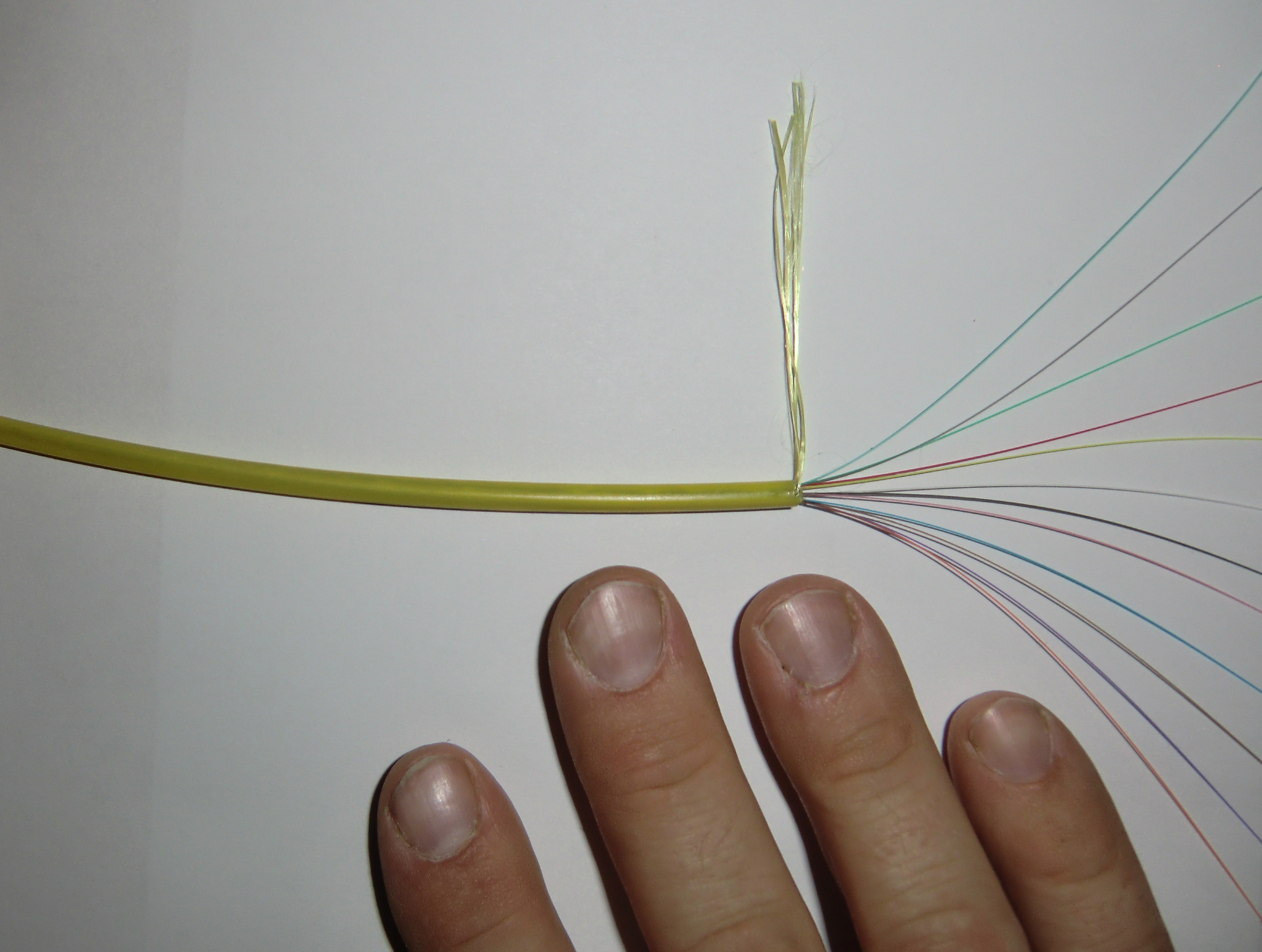
Struktura światłowodu, w tym 12 jednomodowych włókien światłowodowych

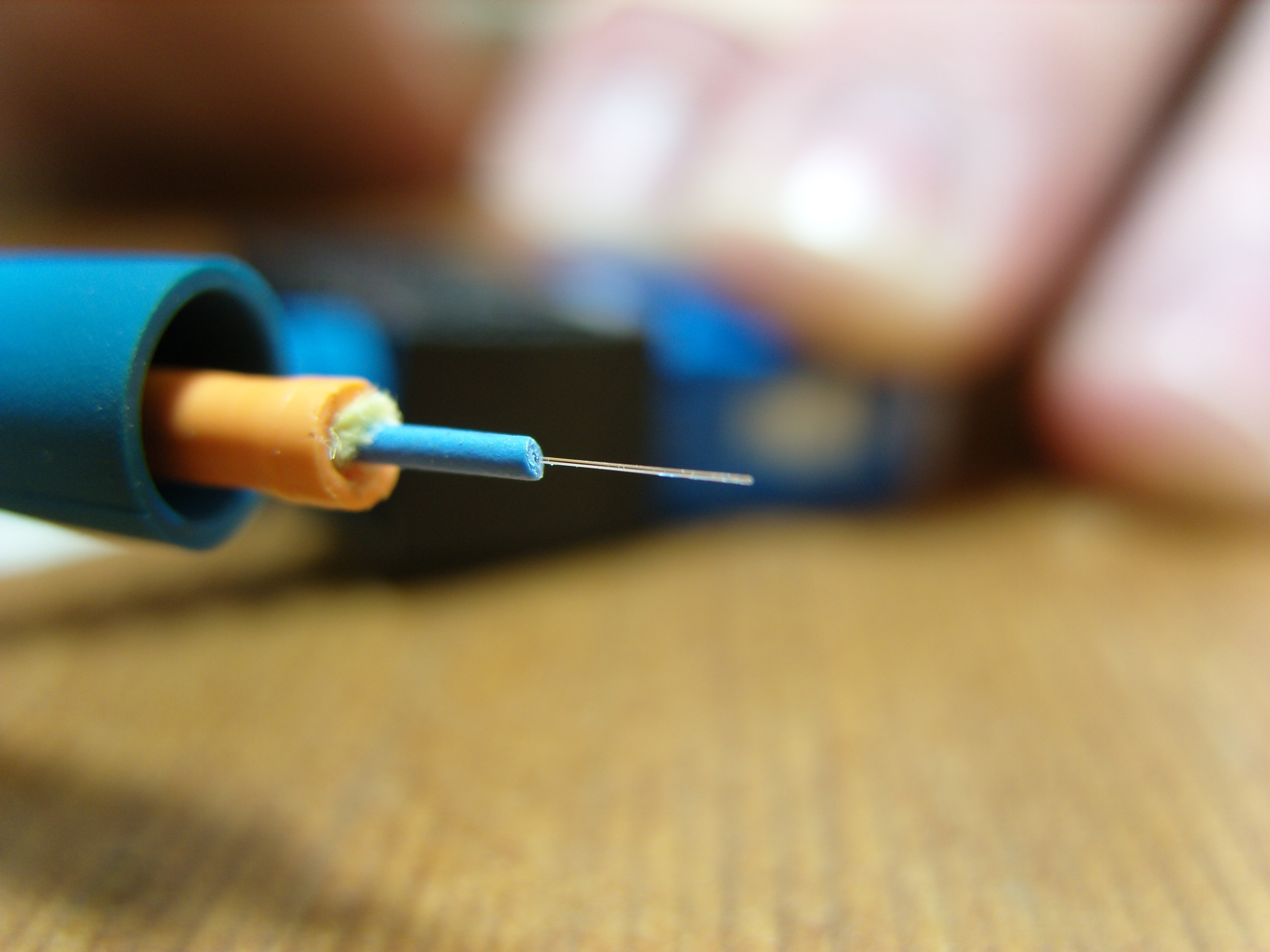
Struktura światłowodu wielomodowego

Światłowody mogą być klasyfikowane ze względu na ich geometrię (planarne, paskowe lub włókniste), strukturę modową (jednomodowe lub wielomodowe), rozkład współczynnika załamania (skokowe i gradientowe) oraz rodzaj stosowanego materiału (szklane, plastikowe lub półprzewodnikowe).

### Geometria
Światłowody telekomunikacyjne dzielimy na planarne, paskowe i włókniste. Pod względem budowy różnią się one przede wszystkim grubością szklanego rdzenia (grubość pozostałych warstw jest taka sama), co wpływa na sposób przesyłania informacji.

#### Światłowód planarny
Najprostszy światłowód planarny składa się z trzech warstw, z których środkowa ma większy współczynnik załamania, niż warstwy zewnętrzne. Światło jest uwięzione w tej warstwie na skutek całkowitego wewnętrznego odbicia, o ile kierunki rozchodzenia się promieni tworzą z normalną kąty większe od kąta granicznego.

#### Światłowód paskowy
Światłowód paskowy powstaje, kiedy propagacja wiązki w warstwie zostaje ograniczona w dwóch kierunkach. Światłowody paskowe są wykorzystywane w układach fotoniki zintegrowanej i w laserach półprzewodnikowych. W układach fotoniki zintegrowanej służą do prowadzenia światła, tworząc bardziej rozbudowane struktury jak np. interferometr Macha-Zehndera lub złożone przyrządy jak multipleksery długości fali dla systemów WDM.

#### Światłowód włóknisty
Światłowód włóknisty to zazwyczaj falowód dielektryczny o przekroju kołowym, otoczony przez płaszcz z innego materiału dielektrycznego o mniejszym współczynniku załamania. Włókna światłowodowe wykonywane są najczęściej ze szkła krzemionkowego, czasem z innych szkieł lub z plastiku. Światłowody plastikowe są stosowane na krótkich odległościach (do 100 m).

### Struktura modowa
Światłowody telekomunikacyjne dzielą się na jedno- i wielomodowe. Pod względem budowy różnią się one przede wszystkim grubością szklanego rdzenia (grubość pozostałych warstw jest taka sama), co wpływa na sposób przesyłania informacji. Kable te mogą być wielowłóknowe),

#### Światłowód jednomodowy

Przepływ strumienia świetlnego w światłowodzie jednomodowym

Światłowody jednomodowe (ang. Single Mode Fiber, SMF) charakteryzują się średnicą rdzenia od 8 do 10 mikrometrów, a także skokową zmianą współczynnika załamania światła. W światłowodach jednomodowych sygnał – wytworzony przez laser półprzewodnikowy – ulega tylko niewielkim zniekształceniom (brak dyspersji międzymodowej). Fala świetlna rozchodzi się prawie równolegle do osi światłowodu i dociera do końca włókna w jednym modzie – tzw. modzie podstawowym. Ten rodzaj światłowodów nadaje się do dalekosiężnej telekomunikacji światłowodowej, gdyż sygnał może być transmitowany bez regeneracji na odległość do 100 km, zaś ich żywotność wynosi 25 lat. Umożliwiają one stosowanie wielu protokołów jednocześnie, co zapewnia bardzo efektywny transfer danych.
Światłowód będzie prowadził tylko jeden mod, jeżeli jego częstotliwość znormalizowana V będzie mniejsza niż 2,405.
{\displaystyle V={\frac {\pi d}{\lambda }}{\sqrt {n_{1}^{2}-n_{2}^{2}}},}
gdzie:
{\displaystyle d} – średnica rdzenia światłowodu,
{\displaystyle \lambda } – długość fali optycznej transmitowanej w falowodzie,
{\displaystyle n_{1}} i {\displaystyle n_{2}} – odpowiednio: współczynniki załamania rdzenia i płaszcza.
Światłowody jednomodowe przy wykonywaniu połączeń rozłącznych za pomocą wtyków narzucają tolerancję rzędu ułamka mikrometra. Wykonanie takich czynności w normalnych warunkach polowych jest trudne i zmusiło do poszukiwania innych rozwiązań. Źródłem światła w światłowodach jednomodowych jest laser o długości fali 1,3 lub 1,5 mikrometra. Możliwości transmisyjne światłowodów jednomodowych ogranicza tłumienie szkła, dyspersja chromatyczna, dyspersja polaryzacyjna i optyczne efekty nieliniowe. Dzięki domieszkowaniu, w pewnych granicach, można zmieniać parametry światłowodu, zmniejszając jego dyspersję chromatyczną.

#### Światłowód wielomodowy

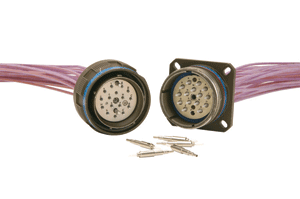
Zakończenie złącza światłowodu wielomodowego

Światłowody wielomodowe (ang. Multi Mode Fiber, MMF) charakteryzują się zwykle średnicą rdzenia 50 lub 62,5 mikrometra.
W światłowodzie wielomodowym fala o takiej samej długości fali może rozchodzić się wieloma drogami, zwanymi modami. Prędkość ruchu modów wzdłuż falowodu może być różna, powodując zniekształcenie (rozmycie) impulsu, a co za tym idzie, ograniczenie prędkości transmisji lub odległości transmisji.

### Rozkład współczynnika załamania
Rozkład współczynnika załamania światła jest charakterystyczną właściwością światłowodu, konieczną do realizacji konkretnego rozwiązania światłowodowego. Światłowody znajdują zastosowanie w wielu dziedzinach i nie jest możliwe wytwarzanie ich tylko jedną metodą. Właśnie dlatego koniecznie trzeba rozróżnić światłowody pomiędzy skokowymi i gradientowymi.

#### Światłowód skokowy

Przepływ strumieni świetlnych w światłowodzie wielomodowym skokowym

W światłowodzie tego typu współczynnik załamania zmienia się skokowo pomiędzy rdzeniem a płaszczem. Mody prowadzone są w rdzeniu pod różnymi kątami, przez co mają różną drogę do przebycia. Prędkość światła zależy od ośrodka, w którym światło się rozchodzi: w próżni ta prędkość wynosi 300 000 km/s, a w światłowodzie 200 000 km/s, dlatego czasy przejścia promieni przez mody światłowodu są różne. Jest to przyczyną tzw. dyspersji międzymodowej, która powoduje poszerzenie impulsu docierającego na koniec światłowodu. Powoduje to ograniczenie pasma i odległości, na jaką mogą być przesyłane sygnały.

#### Światłowód gradientowy

Przepływ strumieni świetlnych w światłowodzie wielomodowym gradientowym

Rdzeń światłowodu gradientowego ma budowę warstwową. Każda jest inaczej domieszkowana, dzięki czemu współczynnik załamania światła zmienia się w sposób ciągły. Największą wartość ma na osi rdzenia, zaś najmniejszą na granicy z płaszczem. Światłowody gradientowe zapewniają – dla różnych modów (poruszających się po łukach) – tę samą prędkość rozchodzenia wzdłuż modu. Dzieje się tak, gdyż fale rozchodzące się w większej odległości od środka poruszają się w warstwach o mniejszym współczynniku załamania; oznacza to, że mają większą prędkość liczoną wzdłuż drogi poruszania się promienia.

### Materiał
Ze względu na materiały światłowody możemy dzielić na następujące grupy: szklane, plastikowe i półprzewodnikowe.

#### Światłowód szklany
Światłowody szklane są wykorzystywane do przesyłania danych na dużych odległościach i z wielkimi prędkościami. W przeźroczystym włóknie materiał rdzenia stanowi nieorganiczne tworzywo.

#### Światłowód plastikowy
Światłowody plastikowe wykorzystywane są jedynie do lokalnego przesyłania danych między urządzeniami na małe odległości i z małymi prędkościami (w porównaniu ze światłowodami szklanymi). W przeźroczystym włóknie materiał rdzenia stanowi tworzywo organiczne. Światłowody plastikowe charakteryzują się trzema podstawowymi wymiarami: średnicą rdzenia, średnicą płaszcza oraz średnicą pokrycia zewnętrznego. Do grupy światłowodów plastikowych zalicza się HCS/PCS (Hard Clad Silica, Plastic Clad Silica), w których płaszcz jest plastikowy, ale rdzeń szklany. Typowe zastosowania światłowodów plastikowych to automatyka przemysłowa, motoryzacja, sprzęt domowy (np. Toslink) i rozwiązania typu Fiber To The Desktop.

#### Światłowód półprzewodnikowy
Światłowody półprzewodnikowe charakteryzują się półprzewodnikowym rdzeniem, najczęściej jest to arsenek galu (GaAs).

## Ograniczenia propagacji w światłowodach
Światłowody nie są idealnym medium transmisyjnym, biegnące nim światło ulega tłumieniu i dyspersji.

### Tłumienie
Jedną z podstawowych cech światłowodu jest tłumienie sygnału optycznego. Spowodowane jest przez straty mocy optycznej wynikające z niedoskonałości falowodu. W rzeczywistym światłowodzie występuje absorpcja (pochłanianie energii przez materiał światłowodu), rozpraszanie energii spowodowane przez fluktuacje gęstości i współczynnika załamania szkła (tzw. rozpraszanie Rayleigha). W czasie instalacji i użytkowania światłowodów mogą pojawić się dodatkowe składniki tłumienia takie jak zgięcia lub mikropęknięcia.

#### Straty materiałowe
Większość światłowodów wykonana jest ze szkła krzemionkowego (SiO2). Światło ulega rozproszeniu z powodu fluktuacji gęstości materiału rdzenia, a ta spowodowana jest niedoskonałością struktury szkła. Dla czystego szkła kwarcowego stała materiałowa k = 0,8, a tłumienność spowodowana rozproszeniem Rayleigha wynosi dla fali widzianej l = 850 nm 1,53 dB/km, dla l = 1300 nm 0,28 dB/km, a dla l = 1550 nm 0,138 dB/km. Oprócz rozpraszania Rayleigha istnieje silna absorpcja zarówno w podczerwieni, jak i nadfiolecie związana bezpośrednio z samymi własnościami szkła krzemowego SiO2. Nie pozwala ona na wykorzystanie jeszcze dłuższych fal do transmisji.

#### Straty falowodowe
Straty falowodowe wynikają z niejednorodności światłowodu powodowanymi fluktuacjami średnicy rdzenia, zgięciami włókna, nierównomiernością rozkładu współczynnika załamania w rdzeniu i w płaszczu oraz wszelkimi innymi odstępstwami od geometrii idealnego światłowodu cylindrycznego. Deformacje włókna mające duży wpływ na tłumienie światłowodu to mikrozgięcia i makrozgięcia.

##### Mikrozgięcia
Mikrozgięcia powstają w procesie wytwarzania włókien. Są to nieregularności kształtu rdzenia i płaszcza rozłożone wzdłuż włókna losowo lub okresowo. Wywołują w światłowodzie wielomodowym mieszanie się modów i ich konwersję w mody wyciekające do płaszcza. W światłowodzie jednomodowym mikrozgięcia powodują natomiast rozmycie modu.

##### Makrozgięcia
Tłumienie wywołane makrozgięciami, czyli wywołane fizycznym zakrzywieniem włókna światłowodowego, jest pomijalnie małe dla promieni zakrzywień większych od kilku centymetrów. Mniejsze powodują zmianę współczynnika załamania w obszarze zgięcia, co także prowadzi do tworzenia się modów wyciekających i uwidacznia się efektem świecenia włókna na powierzchni. Straty mocy sygnału powodowane są również przez przesunięcia, rozsunięcia oraz wzajemny obrót światłowodów. Absorpcja w zakresie pasm użytecznych (0,8–1,5 μm) jest niewielka, wzrasta natomiast przy niewielkiej nawet koncentracji zanieczyszczeń metali Fe, Cu, Cr, a zwłaszcza jonów OH−. Jest to proces nieodwracalny, tłumienność zależy od rodzaju domieszek oraz od sposobu ich koncentracji. Ponadto powyższe zanieczyszczenia powodują selektywny wzrost tłumienia, wybór okien transmisyjnych wynika z konieczności pominięcia tych pasm absorpcyjnych.

### Dyspersja
Impuls biegnący w falowodzie ulega wydłużeniu (rozmyciu), co ogranicza maksymalną częstotliwość sygnału przesyłanego przez falowód. Zjawisko to jest wynikiem dyspersji, fale świetlne biegnące w falowodzie nie mają dokładnie jednakowej długości fali, ale różnią się nieznacznie. W wyniku różnic w prędkości poruszania się fal o różnych długościach fale wysłane jednocześnie nie docierają do odbiornika w tym samym czasie. W rezultacie na wyjściu pojawia się szerszy impuls, którego długość rośnie wraz ze wzrostem długości światłowodu. Przepływność transmisyjna włókna jest więc określona przez to, jak blisko siebie można transmitować kolejne impulsy bez ich wzajemnego nakładania się na siebie (przy zbyt bliskich impulsach zleją się one w światłowodzie w jedną ciągłą falę). Dyspersja ogranicza długość światłowodu, przez który może być transmitowany sygnał. Rozróżnia się dwa typy dyspersji – dyspersję międzymodową występującą w światłowodach wielomodowych oraz dyspersję chromatyczną występującą we włóknach jednomodowych. Wykorzystanie w systemach światłowodowych długości fali ok. 1300 nm przynosi korzyści, jeśli chodzi o dyspersję, gdyż dyspersja materiałowa w tym obszarze długości fali jest praktycznie równa zeru.

#### Dyspersja modowa
Dyspersja modowa występuje w światłowodach wielomodowych. Impuls światła wiedziony przez światłowód jest superpozycją wielu modów, z których prawie każdy, na skutek różnych kątów odbicia od granicy rdzenia, ma do przebycia inną długość drogi między odbiornikiem a nadajnikiem. Dyspersja modowa światłowodów skokowych przekracza znacznie wszystkie pozostałe dyspersje. Dodatkowo z powodu dużego tłumienia jednostkowego tych włókien docierający sygnał ma wyraźnie inny kształt i mniejszą amplitudę. Zniekształcenie to rośnie wraz z długością światłowodu. Ograniczenie dyspersji modowej i zwiększenie pasma światłowodów wielomodowych do 1200 MHz×km uzyskano, wprowadzając włókna gradientowe.

#### Dyspersja chromatyczna
Z racji tego, że w światłowodzie jednomodowym rozchodzi się tylko jeden mod, nie występuje w nim zjawisko dyspersji międzymodowej. Uwidacznia się natomiast inny, dotychczas niewidoczny rodzaj dyspersji, dyspersja chromatyczna. Składają się na nią dwa zjawiska: dyspersja materiałowa i falowa.

##### Dyspersja materiałowa
Dyspersja materiałowa powodowana jest zmianą współczynnika załamania szkła kwarcowego w funkcji długości fali. Ponieważ nie istnieje źródło światła ściśle monochromatyczne, gdyż każdy impuls światła składa się z grupy rozproszonych częstotliwości optycznych rozchodzących się z różną prędkością, docierający po przebyciu fragmentu włókna mod charakteryzuje się rozmyciem w czasie.

##### Dyspersja falowodowa
Dyspersja falowodowa jest to zależność efektywnego współczynnika załamania od częstotliwości. Dyspersja falowodowa częściowo powodowana jest wędrowaniem wiązki przez płaszcz światłowodu. Szybkość rozchodzenia się zależy od właściwości materiałowych płaszcza.

## Standardy światłowodów
Światłowody telekomunikacyjne produkowane są z uwzględnieniem szeregu norm, ułatwiających tworzenie systemów transmisji danych. Współczesne protokoły komunikacyjne (SDH, Ethernet) zakładają, że sygnał w pojedynczym włóknie światłowodowym przesyłany jest tylko w jedną stronę. Chcąc mieć możliwość komunikacji dwukierunkowej (wysyłanie i odbiór), należy pomiędzy dwoma punktami (urządzeniami sieciowymi) wykonać połączenie składające się z dwóch włókien światłowodowych. Jest to wymóg standardów, a nie praw optyki. Istnieje możliwość wykonania transmisji z użyciem jednego włókna optycznego dzięki użyciu zwielokrotnienia na różnych długościach fali (technologie WDM/CWDM/DWDM).
Światłowodem łączy się najczęściej urządzenia sieciowe (np. router, przełącznik) położone od siebie w odległości powyżej 200 m. Możliwe jest bezpośrednie łączenie komputerów za pomocą światłowodów (sieć typu „światłowód do biurka” lub FTTD, ang. Fiber To The Desk), ale jest to rozwiązanie kosztowne i do łączenia pojedynczych komputerów stosuje się najczęściej zwykłą „skrętkę”, którą można przesłać dane z prędkością przekraczającą 1 Gbit/s. Na odległości większe niż 2 km konieczne jest stosowanie światłowodów jednomodowych, natomiast do transmisji na odległościach do 2 km wystarczy użyć światłowodu wielomodowego.

## Urządzenia światłowodowe
Do zakańczania światłowodów używa się tzw. pigtaili. Pigtail jest to krótki odcinek jednowłóknowego światłowodu zakończonego z jednej strony wtykiem (półzłączką). Wtyczki mogą być zakańczane w kilku standardach, przykładowo FC, SC, ST, E2000, F3000, LC, LX.5, MU. Końcówki różnią się standardem polerowania, a także tłumiennością wtrąceniową i odbiciową, związaną odpowiednio z możliwością niecentrycznego połączenia włókien (część światła przechodzi wówczas do płaszcza dołączonego światłowodu zamiast do jego rdzenia) oraz odbiciem od płaszczyzn złącza w sytuacji, gdy nie są one ściśle dopasowane.

### Połączenia światłowodów

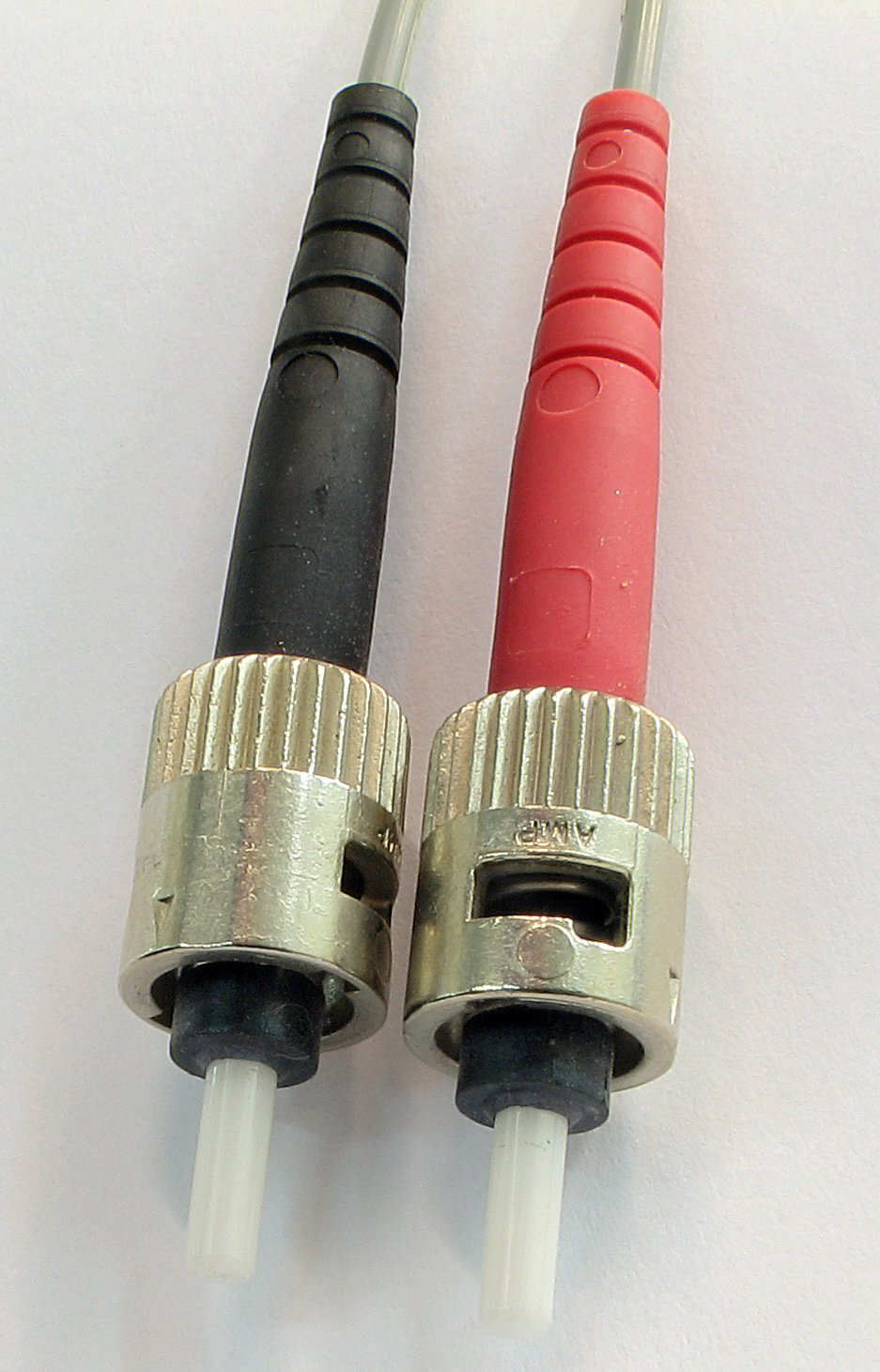
Wtyczki złącza światłowodowego standardu ST

Spawanie mechaniczne (za pomocą szybkozłączek) polega na dosunięciu w kapilarze szybkozłączki odpowiednio wcześniej przygotowanych włókien tak, aby w przestrzeni kapilary szybkozłączki zaniknęła przerwa pomiędzy włóknami (metoda ta nadaje się do krótkich połączeń światłowodowych). Spawanie światłowodów łukiem elektrycznym to metoda trwałego łączenia światłowodów. Do spawania światłowodów służą spawarki światłowodowe, które spajają ze sobą włókna za pomocą łuku elektrycznego. Jakość spawów określają: tłumienność własna i wytrzymałość mechaniczna na rozciąganie. Adaptery światłowodowe to elementy toru światłowodowego łączące ze sobą dwa złącza światłowodowe. Adaptery dzieli się na wielomodowe i jednomodowe, które z kolei dzielą się na simplexowe, duplexowe i inne. Adaptery mogą łączyć ze sobą te same typy złączy (np. SC z SC lub FC z FC) i są to adaptery standardowe oraz różnego typu (np. SC z FC lub SC z ST) i są to adaptery hybrydowe.

### Splittery
Splitter optyczny to urządzenie bierne, które rozdziela moc sygnału optycznego światłowodowego niesionego po jednym włóknie wejściowym na dwa włókna wyjściowe lub więcej. Optyczna moc wejściowa zwykle dzielona jest równomiernie między dwoma włóknami wyjściowymi. Splitterów używa się także do łączenia sygnału optycznego. Zastosowanie tych podzespołów jest powszechne m.in. w sieciach telekomunikacyjnych, laboratoriach pomiarowych, sieciach telewizji kablowej CATV. Ze względu na budowę wyróżnia się splittery:
1. FBT (Fused Biconical Taper) – zgrzewane,
2. PLC (Planar Lightwave Circuit) – planarne.